# موسكوفسكي كومسوموليتس (صحيفة)
موسكوفسكي كومسوموليتس (بالروسية:Московский Комсомолец) هي صحيفة روسية يومية، مقرها الرئيسي في موسكو. يصدر منها ما يقرب من مليون نسخة وتغطي الأخبار المحلية. أسست الصحيفة عام 1919، وتهتم بالأخبار السياسية والاجتماعية في روسيا، ويختصر الصحيفة بحرفين "MK".

## وصلات خارجية
- الموقع الرسمي